# Colofon

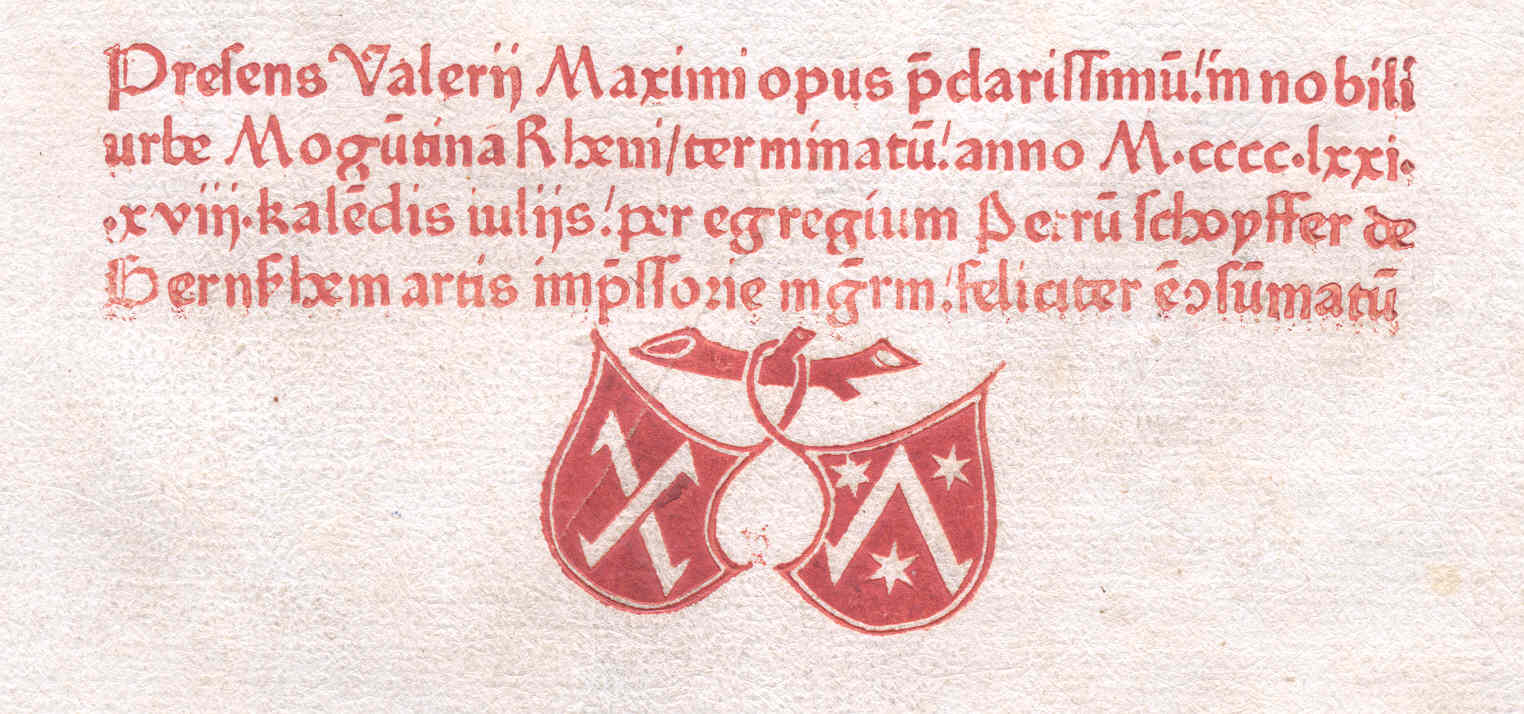
Colofon van een incunabel in 1471 gedrukt door Peter Schöffer. De vertaling van de Latijnse tekst luidt: Het onderhavige, voortreffelijke werk van Valerius Maximus werd voltooid met drukkunst in de edele stad Mainz aan de Rijn in het jaar 1471 op 18 juli door de uitmuntende meester Peter Schoyffer van Gernshem, een geslaagde onderneming

Het (de mag ook) colofon is een opsomming van de manier waarop een boek tot stand is gekomen. Het kan een opgave bevatten van een aantal technische gegevens van het boek:
- de uitgever (of de scribent van een handschrift) en de plaats waar deze gevestigd is
- het jaar van uitgave
- eventueel de vertaler
- eventueel de illustrator
- de drukker, soms ook de binder
- het soort papier
- het lettertype
- de oplage
- de persoon of organisatie waar het auteursrecht berust

Het begrip is ontleend aan het Griekse woord κολοφών (kolophoon), dat onder meer 'slotstuk' betekent. Het colofon bevond zich vroeger dan ook meestal achter in het boek, en wordt in de meeste Duitse boeken altijd nog achterin afgedrukt.
Een aantal van de bovenstaande gegevens wordt soms ook tegenover of na de titelpagina van een boek opgenomen. Een dergelijke opsomming wordt overigens geen colofon genoemd, maar Impressum.
Ook kranten en tijdschriften hebben vaak een colofon, waarin informatie staat over de medewerkers, redactie-adres, abonnementeninformatie e.d.

## Schrijversvakschool
De Schrijversvakschool in Amsterdam heette in het verleden 't Colofon.